# تیوپرونین
تیوپرونین (به انگلیسی: Tiopronin) یک ترکیب شیمیایی با شناسه پاب‌کم ۵۴۸۳ است. شکل ظاهری این ترکیب، بلورهای کدر سفید است.